# Vāsudevanallūr
Vāsudevanallūr är en ort i Indien.   Den ligger i distriktet Tirunelveli Kattabo och delstaten Tamil Nadu, i den södra delen av landet, 2 200 km söder om huvudstaden New Delhi. Vāsudevanallūr ligger 184 meter över havet och antalet invånare är 19 021.
Terrängen runt Vāsudevanallūr är platt åt sydost, men åt nordväst är den kuperad. Terrängen runt Vāsudevanallūr sluttar österut. Runt Vāsudevanallūr är det tätbefolkat, med 343 invånare per kvadratkilometer. Närmaste större samhälle är Puliyangudi, 7,3 km söder om Vāsudevanallūr. Trakten runt Vāsudevanallūr består till största delen av jordbruksmark.